# Experience (album The Prodigy)
Experience – debiutancki album studyjny brytyjskiego zespołu The Prodigy, wydany 28 września 1992 roku nakładem wytwórni XL Recordings.
W Polsce album osiągnął status złotej płyty.
W 2007 roku ukazała się rozszerzona wersja płyty zawierająca strony B singli oraz remiksy utworów z ery Experience zatytułowana Experience Expanded: Remixes & B-Sides.

## Lista utworów
1. „Jericho” – 3:42
2. „Music Reach” (1/2/3/4) – 4:12
3. „Wind It Up” – 4:33
4. „Your Love” (Remix) – 5:30
5. „Hyperspeed” (G-Force Part 2) – 5:16
6. „Charly” (Trip into Drum and Bass Version) – 5:12
7. „Out of Space” – 4:57
8. „Everybody in the Place” (155 and Rising) – 4:10
9. „Weather Experience” – 8:06
10. „Fire” (Sunrise Version) – 4:57
11. „Ruff in the Jungle Bizness” – 5:10
12. „Death of the Prodigy Dancers” (na żywo) – 3:43

Experience Expanded
1. „Your Love” – 6:02
2. „Ruff in the Jungle Bizness” (Uplifting Vibes Remix) – 4:16
3. „Charly” (Alley Cat Remix) – 5:21
4. „Fire” (Edit) – 3:24
5. „We Are the Ruffest” – 5:18
6. „Weather Experience” (Top Buzz Remix) – 6:53
7. „Wind It Up” (Rewound) – 6:21
8. „G-Force” (Energy Flow) – 5:23
9. „Crazy Man” – 4:58
10. „Out of Space” (Techno Underworld Remix) – 4:44
11. „Everybody in the Place” (Fairground Remix) – 5:07

Wydanie brytyjskie
1. „Android” – 5:04
2. „Out of Space” (na żywo z Pukkelpop 2005) – 3:27

## Twórcy
- Liam Howlett – instrumenty klawiszowe, produkcja, inżynieria
- Alex Garland – artworki
- Simone Sharkey – wokal
- Maxim Reality – wokal